# Astragalus caudicosus
Astragalus caudicosus là một loài thực vật có hoa trong họ Đậu. Loài này được Galkina & Nabiev miêu tả khoa học đầu tiên.